# Mimaporia hmong
Mimaporia hmong là một loài bướm đêm đầu tiên trong chi mới Mimaporia được phát hiện thấy ở Lào Cai, Việt Nam, công bố chi và loài mới cho khoa học trên tạp chí Zootaxa ngày 20/4/2017.

## Phát hiện và tuyên bố chi mới, loài mới
Tên chi Mimaporia là kết hợp mimicry với aporia. Tên loài được đặt theo tên dân tộc H'Mông sống phổ biến tại khu vực phát hiện mẫu vật: Sa Pa thuộc Lào Cai.